# Michael Wilkinson (canottiere)
Michael Wilkinson (North Vancouver, 9 maggio 1986) è un canottiere canadese.

## Biografia
È fratello maggiore di Lauren Wilkinson, anche lei canottiera di caratura internazionale, vice-campionessa olimpica nell'otto a Londra 2012.
Ha rappresentato il Canada ai Giochi olimpici estivi di Londra 2012, dove si è classificato 9º nel quattro senza con Anthony Jacob, Will Dean e Derek O'Farrell.